# المركز التقني للكيمياء

## تعريف الهيكل
المركز التقني للكيمياء (بالفرنسية: Centre technique de la chimie أو اختصارا CTC)‏ هو مركز فني تونسي يعمل تحت إشراف وزارة الصناعة.

## نبذة تاريخية
أنشأ المركز في 1996، استنادا إلى القانون عدد 123 الصادر بتاريخ 28 نوفمبر 1994 المتعلق بالمراكز الفنية في القطاعات الصناعية، لتطوير وتعزيز قطاع الصناعات الكيميائية في تونس. ينشط المركز على الصعيدين الوطني والدولي، وله علاقات تعاون وثيقة مع مختلف المؤسسات والمنظمات.

## النشاط والمهام
يهدف المركز إلى تقديم المشورة والمساعدة والدعم للمؤسسات الصناعية في قطاع الكيمياء في تونس. يعمل المركز في صالح نمو وتطوير هذا القطاع من خلال خدمة الشركات بالإجراءات التالية:
- المساعدة الفنية والمشورة.
- التحليل، الفحوصات المخبرية والمعايرة.
- التدريب.
- البحث والتطوير.
- التعزيز الصناعي.
- المعلومات والاتصالات.

## روابط خارجية
- الموقع الرسمي.
- موقع وزارة الصناعة والمؤسسات الصغرى والمتوسطة .
- موقع البيانات المفتوحة .
- موقع البيانات المفتوحة .